# Сытнинская площадь
Сы́тнинская пло́щадь — проезд в Петроградском районе Санкт-Петербурга. Проходит от Кронверкского проспекта до Сытнинской улицы.

## Наименование
Первоначальное название Рыночная площадь. Современное название в форме Сытная площадь известно с 1836 года. 16 февраля 1887 года присвоено официальное название Сытнинская площадь.

## История
Площадь возникла в 1711 году на месте пустыря на Городском острове, когда здесь расположился Сытный рынок. Этот рынок — старейший в Санкт-Петербурге — находится здесь по сей день, и история площади неотделима от его истории.

## Достопримечательности

### Доходный дом (Сытнинская площадь, дом 1,Кронверкский проспект, дом 47)
Доходный дом построен в стиле неоклассицизма в 1912 году по проекту Н.А. Никулина. Мощный закругленный угловой эркер на три этажа с узкими окнами, зажатыми между колонн коринфского ордера.

### Школа № 91Петроградского района(Сытнинская площадь, дом 5,Сытнинская улица, дом 7)
Училище N39 или ПТУ N22 или Профессиональный лицей «Петроградский» или Школа № 91 Петроградского района. Здание построено в 1935 году для училища №39, готовившее рабочие кадры для оборонной промышленности. В 2013-2014 годах здание реконструировали по проекту архитектора М.А. Бродача под размещение школы. 

### Сытный рынок(Сытнинская площадь, дом 4, Сытнинская улица, дом 5)
Сытный рынок или Торговый центр «Сытный». Существующее кирпичное торговое здание построено в 1912-1913 годах по проекту архитектора М. С. Лялевича. Сейчас в здании размещается торговый центр «Сытный».

### Дом городских учреждений(Сытнинская площадь, дом 2, Кронверкский проспект, дом 49)
2-й Дом городских учреждений или Институт точной механики и оптики или Университет Информационных Технологий, Механики и Оптики. Здание в стиле неоклассицизма построено в 1912-1913 годах по проекту архитектора М.М. Перетятковича при участии М.С. Лялевича для размещения различных городских учреждений (торговая палата, камера мирового судьи, аукционный зал, зал для заседаний и другие). Трёхэтажное здание: нижний этаж рустован и служит цоколем для двух верхних. Также он прорезан по фасаду застеклёнными арками. На верхних этажах торцевых фасадов и четырёхгранной центральной башни ризалиты декорированы колоннадами, несущими треугольные фронтоны. В центре здания, над проездной аркой — массивная башня, увенчанная куполом. В настоящее время здесь размещается Санкт-Петербургский Государственный Университет Информационных Технологий, Механики и Оптики.

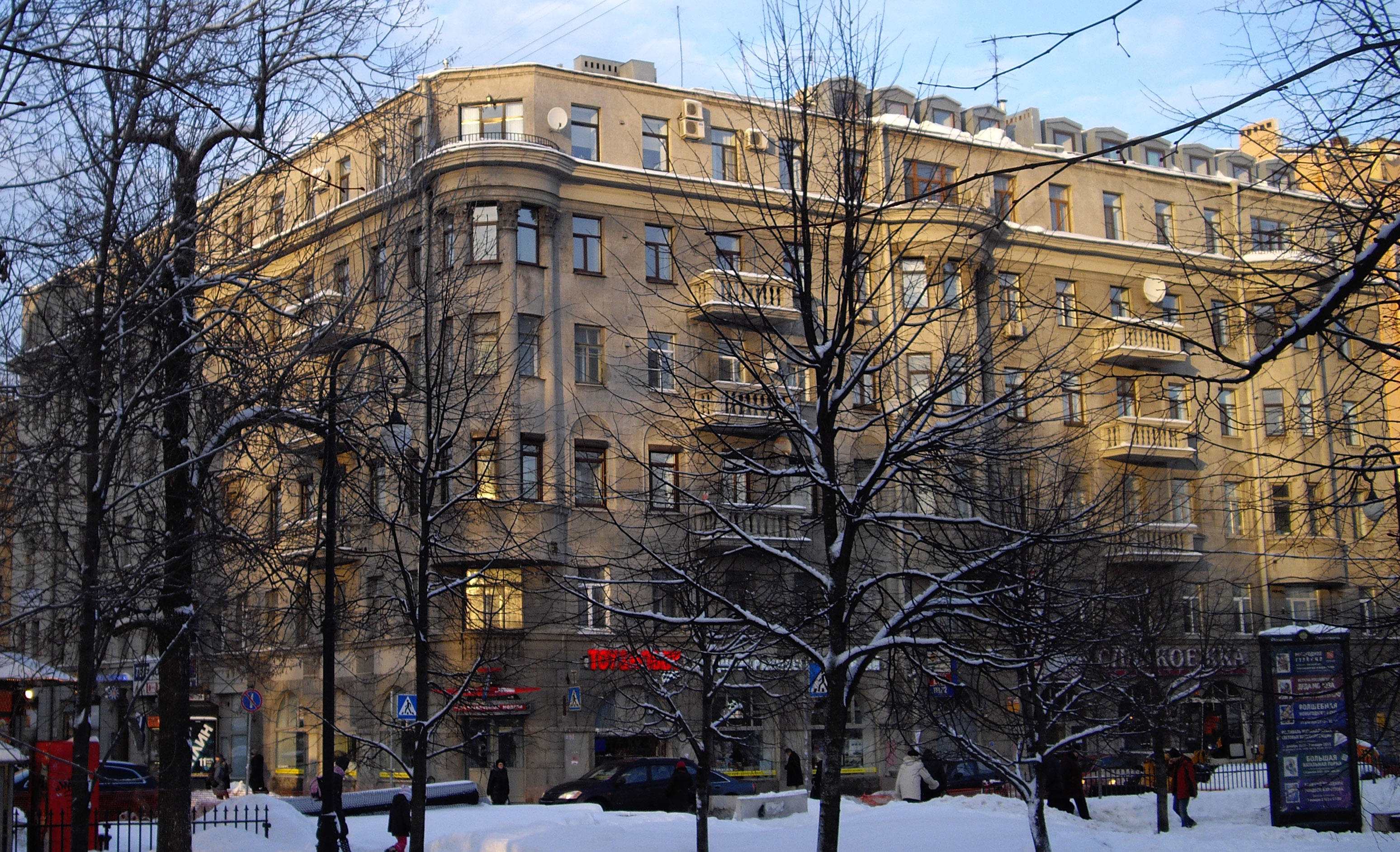
Доходный дом на Сытнинской площади, дом 1
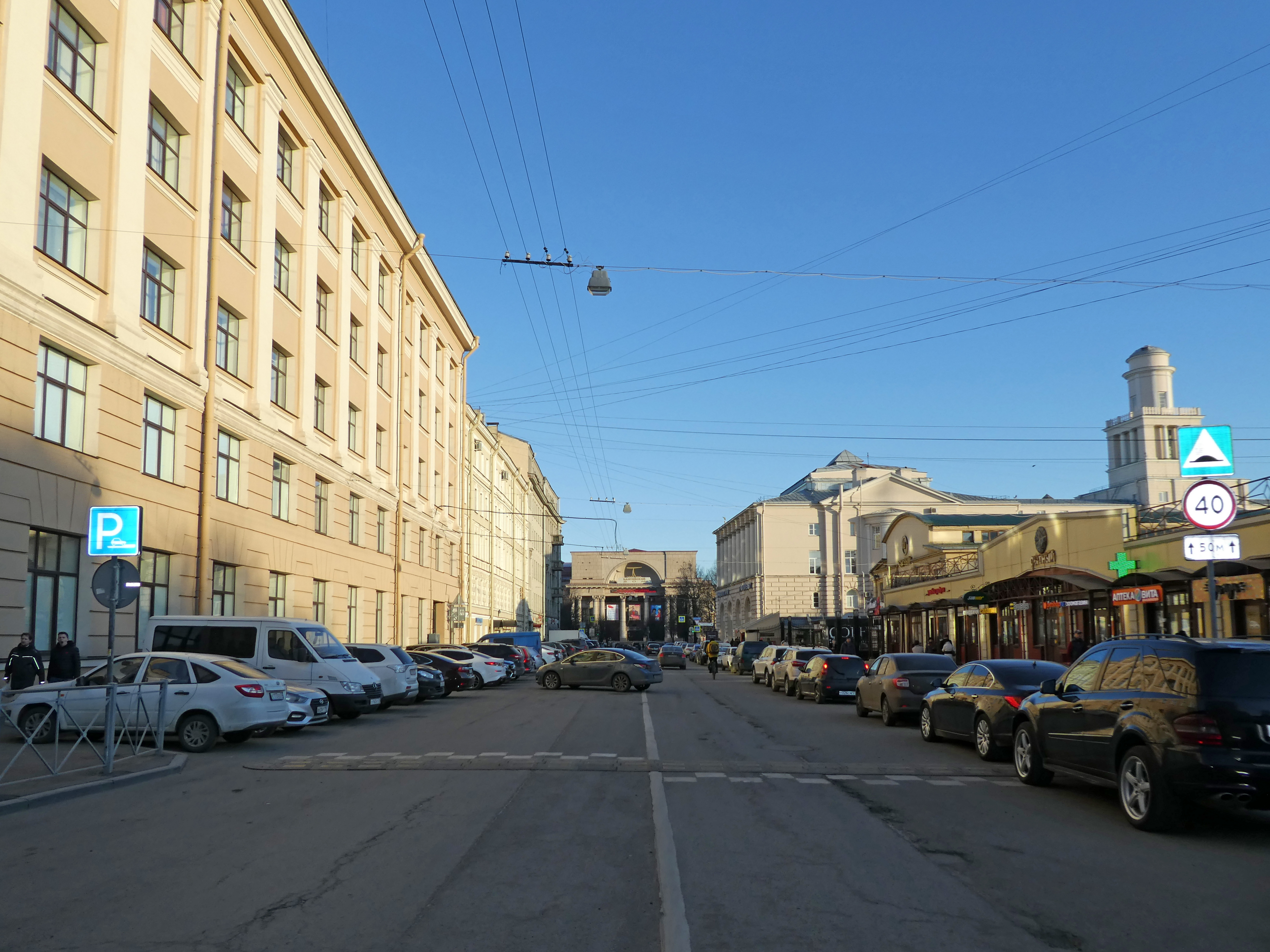
Слева здание Школы № 91
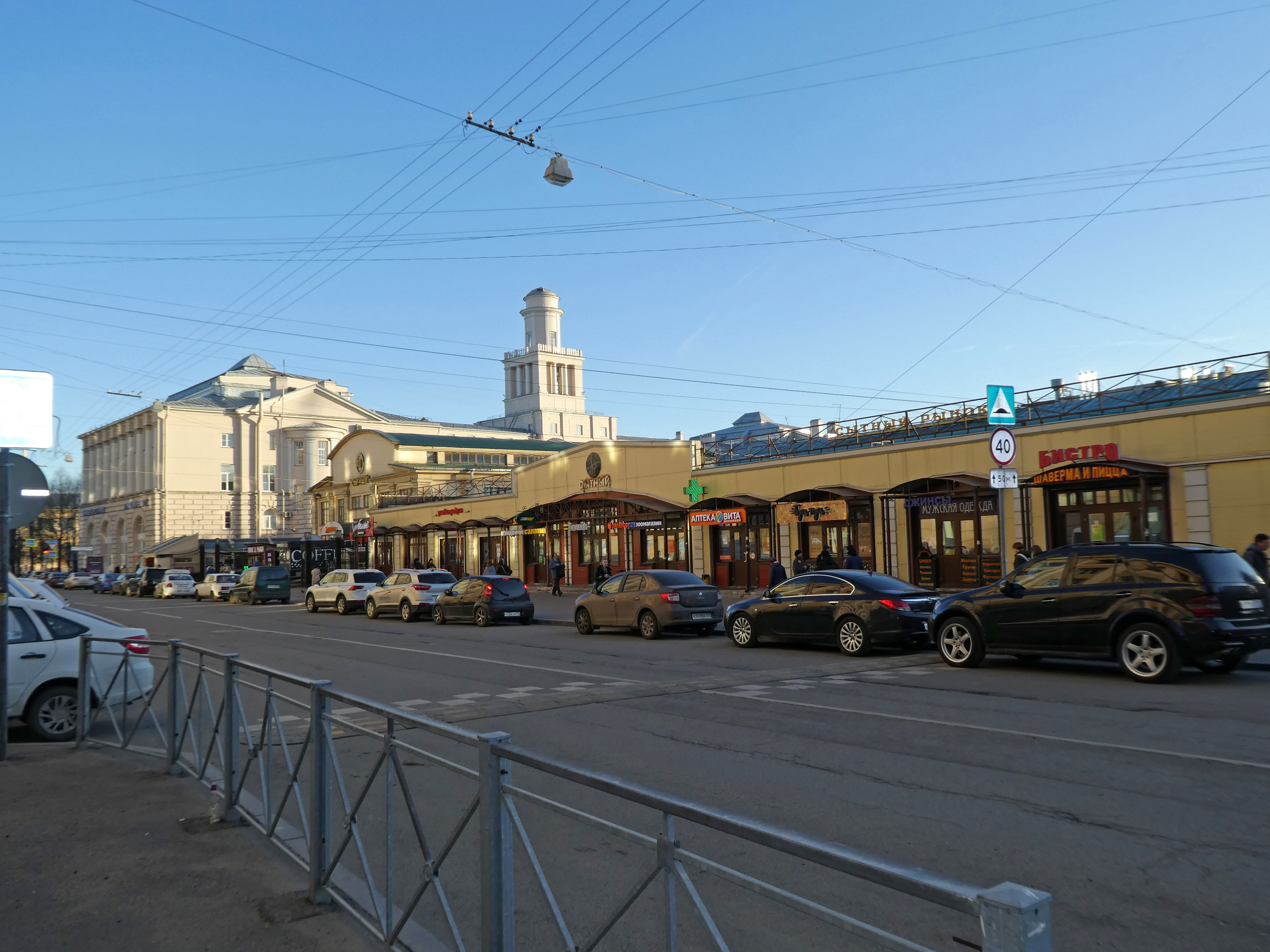
Сытный рынок
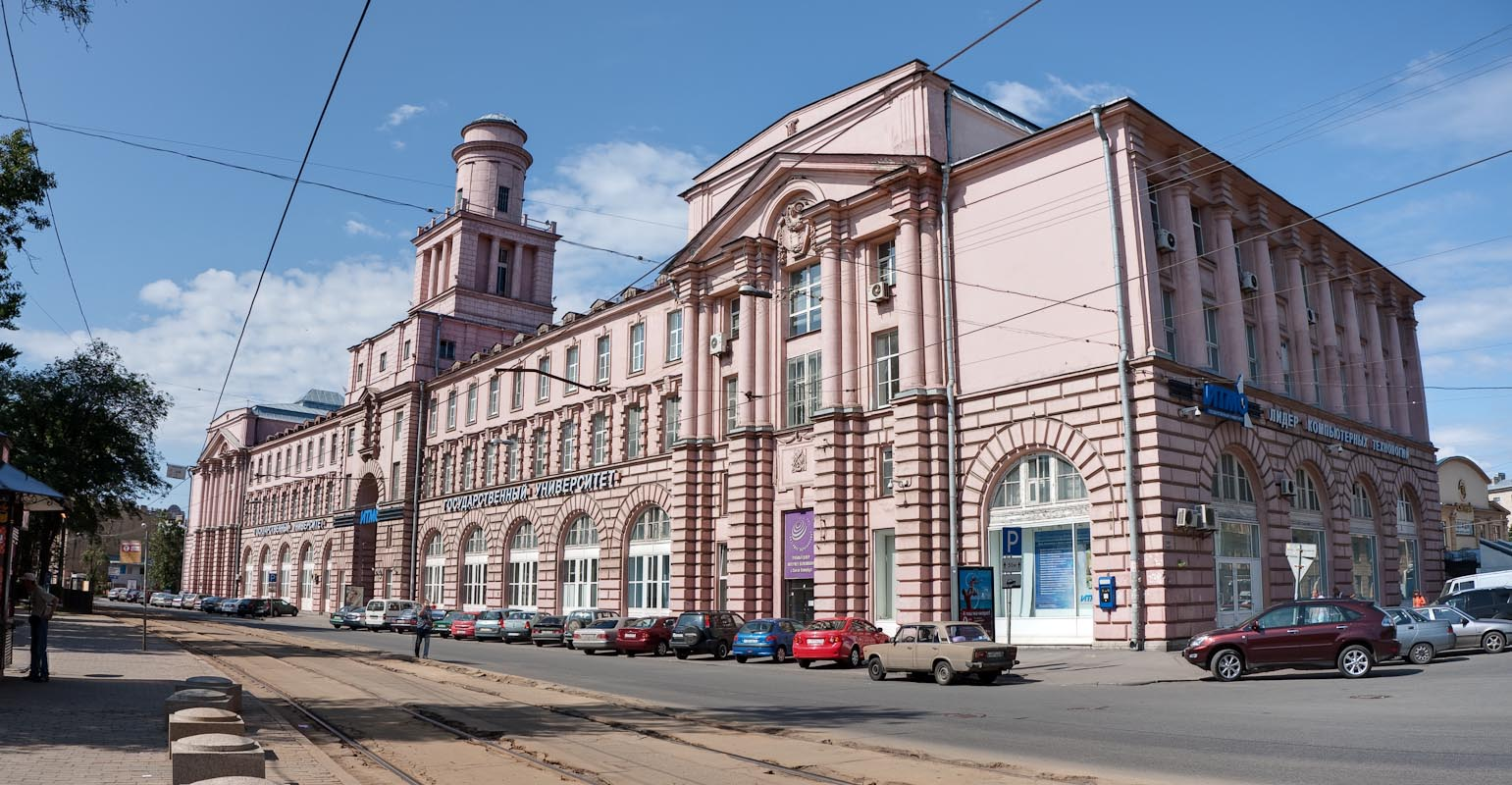
Дом городских учреждений

## Транспорт
Ближайшие станции метро к площади:   «Горьковская» (пешком до площади 540 м),  «Петроградская» (1,3 км),  «Чкаловская» (1,4 км).
Рядом с площадью есть остановка общественного транспорта «Сытный рынок»: трамвай 6, 40.